# Rathaus Nauen

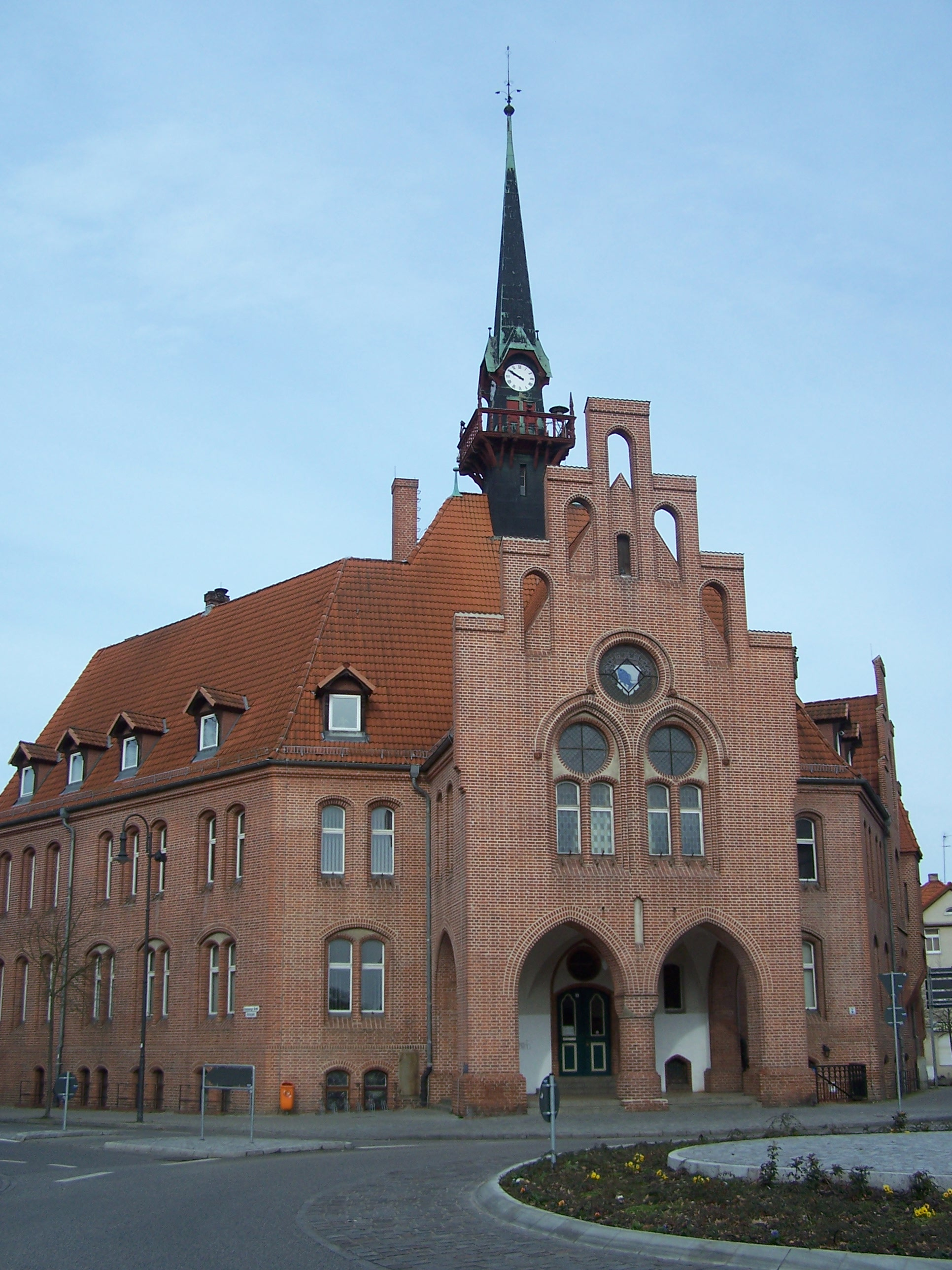
Rathaus Nauen, Hauptansicht

Das Rathaus Nauen ist das von 1888 bis 1891 errichtete Rathaus der Stadt Nauen im brandenburgischen Landkreis Havelland. Das unter Denkmalschutz stehende Gebäude befindet sich an der Anschrift Rathausplatz 1 und ist bis heute der Sitz der Stadtverwaltung.

## Lage
Das Rathaus liegt südwestlich der Altstadt am Punkt, wo die Goethestraße sowie die Berliner, Ketziner, Brandenburger und Hamburger Straße sternförmig in einem Kreisverkehr zusammentreffen. Es liegt dabei an der Spitze des Dreiecks, das die Brandenburger Straße und die Hamburger Straße aufspannen. Direkt gegenüber – an der Ecke Goethestraße/Hamburger Straße – liegt das ehemalige Landratsamt, das heute nur noch Teile der Kreisverwaltung beherbergt.

## Geschichte und Baubeschreibung

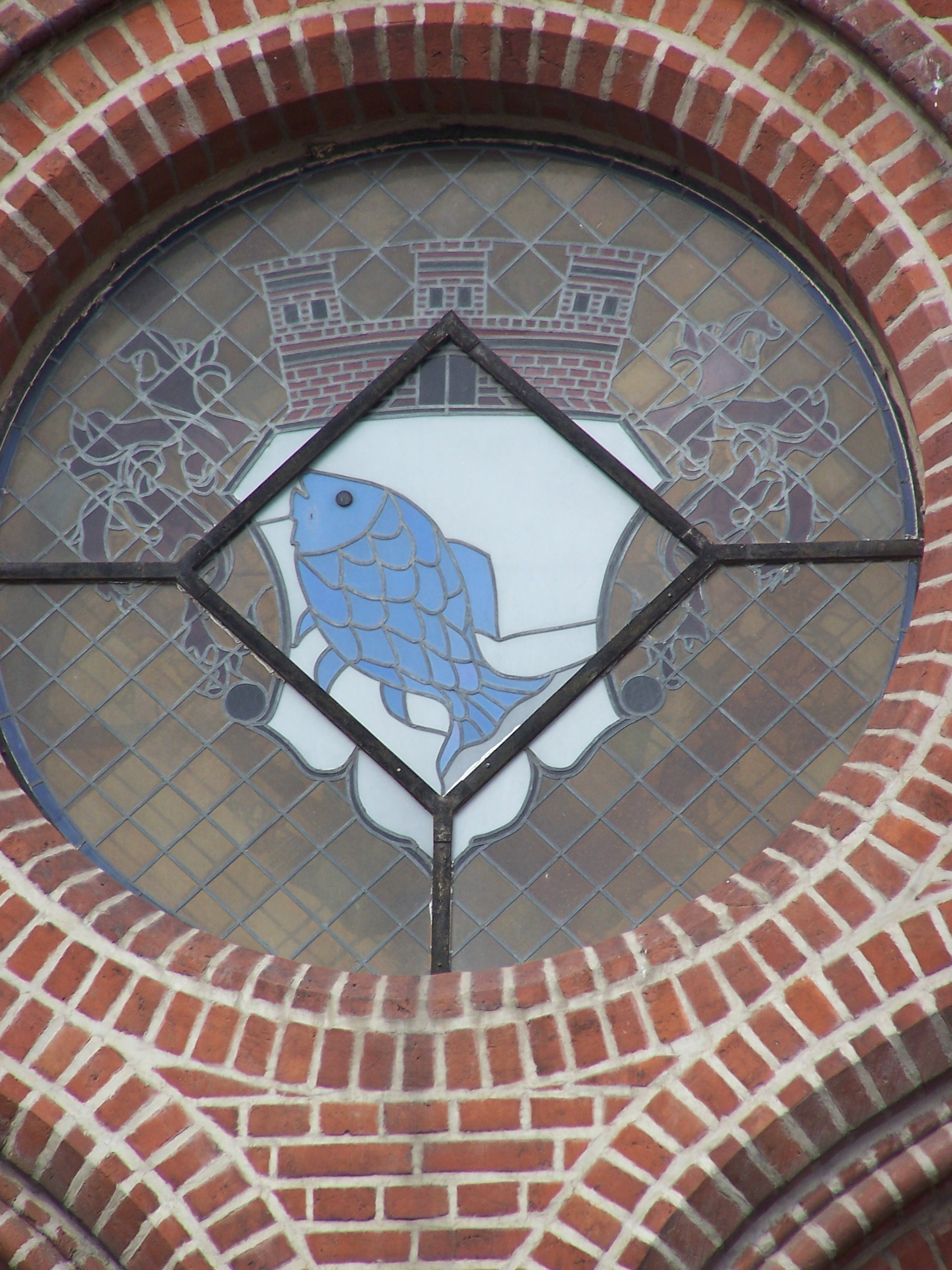
Wappen der Stadt Nauen am obersten Rundfenster des Sitzungssaals

Weil die Geschäftsräume der Stadtverwaltung im alten Rathaus den Ansprüchen nicht mehr genügten, schrieb die Stadt Nauen im Jahr 1885 den Bau eines neuen Rathauses aus. Ausgeschrieben wurde der Bau eines Hauptgebäudes, bestehend aus Kellergeschoss, Erdgeschoss und Obergeschoss sowie eines Nebengebäudes zur Unterbringung von Brennmaterial und einer Feuerspritze. Die Fassadengestaltung sollte recht schlicht erfolgen: „Man denkt an eine Ausführung in einfachem Ziegelrohbau unter beschränkter Anwendung von Formsteinen. Terracotten sollen ausgeschlossen bleiben.“ Gewünscht wurde auch ein „thurmartiger Aufbau“, in den eine Uhr eingelassen werden kann. Die Baukosten sollten die Summe von 100.000 Mark nicht übersteigen. Die Stadtverwaltung stellte dem Beurteilungsausschuss 900 Mark Preisgeld zur Verfügung, welches unter zwei oder drei Gewinnern aufgeteilt werden sollte. Die Abgabefrist wurde auf den 22. August 1885 festgelegt. Es folgte ein Architektenwettbewerb des Architekten-Vereins zu Berlin, bei dem sich der Entwurf von Richard Schultze und Hugo Hartung behaupten konnte.
Eine Herausforderung ergab sich für die beiden Architekten durch die ungewöhnliche Grundstücksform, die einem gleichschenkligen Trapez ähnelt. Die Hauptansicht des Gebäudes mit dem markanten Stufengiebel sollte in Richtung Osten (der Flucht der Berliner Straße) gerichtet sein. Die beiden Flügel wurden entlang der Fluchten der Brandenburger- und Hamburger Straße mit einer Tiefe von nur zehn Metern angelegt, um einen möglichst großen Hofraum zu erhalten. Ebenfalls an die Straßenflucht angeschmiegt wurde daher ein Nebengebäude, das unter anderem als Spritzenhaus diente.
Im Keller des Hauptgebäudes sollten eine Hausmeisterwohnung, fünf Gefangenenzellen, ein Wachlokal und zwei Heizkammern eingerichtet werden. Das Erdgeschoss beherbergte das Büro des Bürgermeisters, zwei Registraturen und ein Zimmer für die Unterbringung des Zivilstandregisters, Polizeibüros, ein Kanzlistenzimmer, ein Sekretariat, einen Beratungsraum sowie die Stadtkasse mit Tresor. Die Zimmer gruppieren sich um eine Halle mit Treppen. Im ersten Stock wurden das Standesamt, ein Sitzungszimmer für Magistrat und Ausschüsse, eine Bibliothek sowie ein 90 m² großer Sitzungssaal für die Stadtverordneten untergebracht. Der Kostenvoranschlag von 105.000 Mark umfasste auch Arbeiten am Gehweg, die Pflasterung des Hofs und die Anlage eines Brunnens.

Nach dem Einsturz der Turmspitze

Die Gestaltung des Gebäudes erfolgte im Stile der Neugotik. Als Baumaterial dienten rote Rathenower Mauerziegel, die Treppenstufen aus Granit. Die Flure und das Haupttreppenhaus werden von Kreuzgewölben überspannt. Die übrigen Räume erhielten schlichte Balkendecken. Die Innengestaltung erfolgte ebenfalls schlicht. Nur der Sitzungssaal der Stadtverordneten sollte aufwändiger gestaltet werden. Hier wurde Dekorationsmalerei geplant. Die runden Fenster sollten als bunte Bleiglasfenster ausgeführt werden. Das oberste Rundfenster zeigt heute das Wappen der Stadt Nauen. Auf dem Dachfirst sitzt ein spitzer Dachreiter mit Uhr auf.
Infolge eines Unwetters kam es am 27. Februar 1911 zum Einsturz der Turmspitze. Diese durchschlug das Dach des Sitzungssaals und blieb darin stecken. Glücklicherweise war kein Personenschaden zu beklagen.
Bereits Anfang der 1990er Jahre erfolgte die Sanierung der straßenseitigen Fassaden. In mehreren Bauabschnitten wurde zwischen 2008 und 2021 das gesamte Bauwerk saniert. Die historischen Farbgestaltungen des Foyers, des Treppenhauses und des Sitzungssaals wurden rekonstruiert. Auch die Holzkonstruktion des Rathausturms sowie die Kupfereindeckung wurden restauriert.

Bauzeichnungen
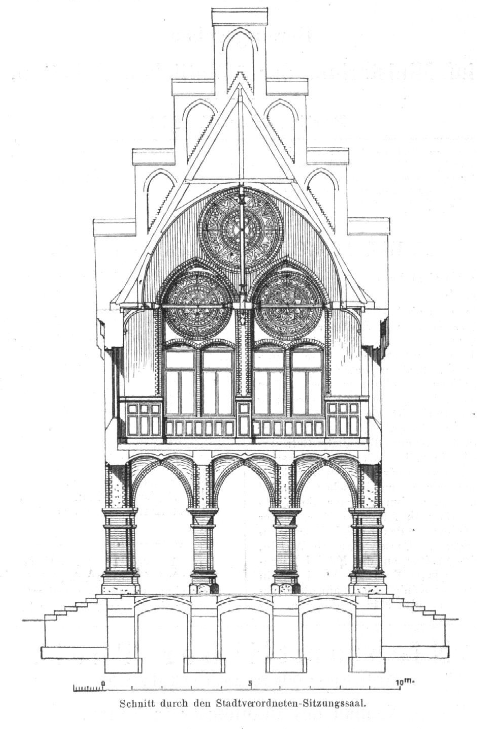
Schnitt durch den Sitzungssaal
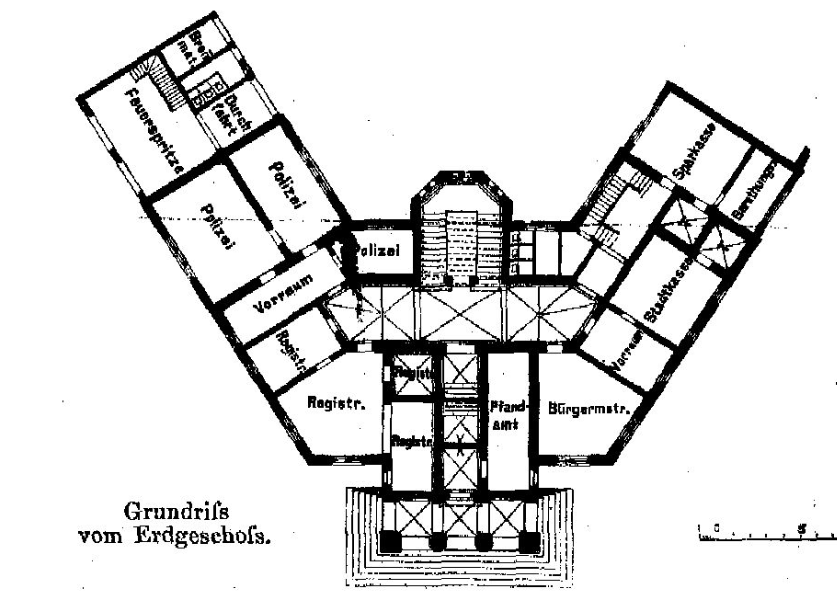
Grundriss Erdgeschoss
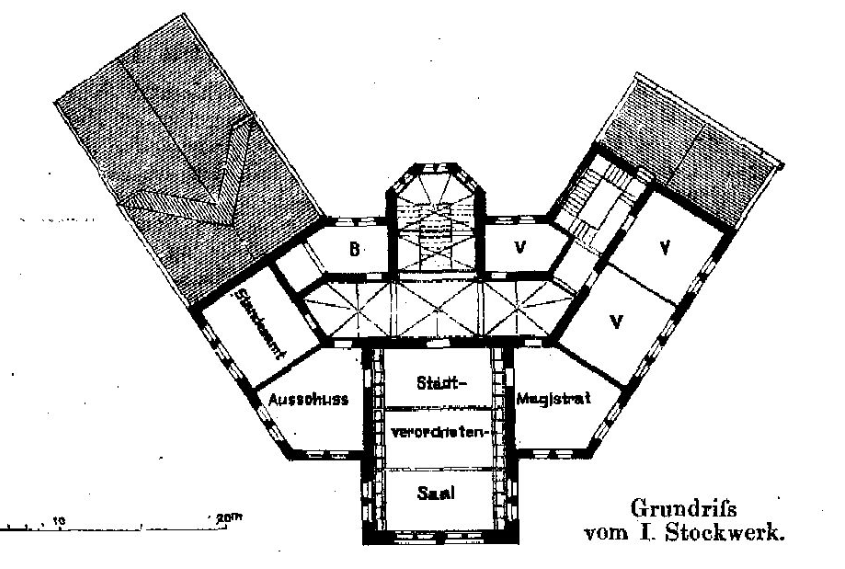
Grundriss Obergeschoss

## Sonstiges
Der als Hauptmann von Köpenick bekannt gewordene Friedrich Wilhelm Voigt, ein Hochstapler, der am 16. Oktober 1906 als Hauptmann verkleidet mit einem Trupp Soldaten in das Köpenicker Rathaus eindrang, den Bürgermeister verhaftete und die Stadtkasse raubte, gab in seiner Autobiografie an, dass er es zunächst auf das Nauener Rathaus abgesehen hatte. Voigt zog die Rathäuser der Städte Bernau bei Berlin, Oranienburg, Fürstenwalde/Spree, Köpenick oder Nauen in Betracht und hatte sich eigenen Angaben zufolge bereits zu Erkundungen nach Nauen begeben. „Nauen schien mir aber durch das dazwischenliegende Spandau zu gefährlich, und so entschloß ich mich für Köpenick, weil ich dies mit der Benutzung der Bahn am schnellsten erreichen konnte.“